# 艾尔木东乡
艾尔木东乡，是中华人民共和国新疆维吾尔自治区喀什地区疏勒县下辖的一个乡镇级行政单位。

## 行政区划
艾尔木东乡下辖以下地区：
阿亚克艾尔木东一村、尤喀克艾尔木东二村、尤喀克英吾斯塘三村、吾斯塘布依四村、墩艾日克五村、喀然丹六村、索古鲁克七村、哈尼喀八村、努开九村、阿亚克英吾斯塘十村、柯尔克孜买里斯十一村和胡吉力克农场村。